# دسفینا
دسفینا (به لاتین: Desfina) یک شهرک در یونان است که در Delfi Municipality واقع شده‌است.